# Ana Oramas
Ana María Oramas González-Moro (Santa Cruz de Tenerife, 17 de julio de 1959), conocida como Ana Oramas, es una economista y política española que forma parte de Coalición Canaria. Fue diputada nacional por Santa Cruz de Tenerife desde 2007 hasta 2023 y portavoz de Coalición Canaria en el grupo mixto. Fue también alcaldesa de San Cristóbal de La Laguna desde 1999 hasta 2008.

## Biografía
Ana Oramas nació en Santa Cruz de Tenerife en 1959 y se crio en una familia numerosa, siendo la mayor de diez hermanos. Se licenció en Ciencias Económicas por la Universidad de La Laguna. 
Su carrera política siempre ha estado vinculada a Coalición Canaria, aunque entre 1978 y 1982 militó en la Unión de Centro Democrático. En 1979 fue elegida concejal en el Ayuntamiento de Santa Cruz de Tenerife, y desde 1991 hasta 1999 obtuvo el acta de diputado en el Parlamento de Canarias. Durante el gobierno de Manuel Hermoso (1993 a 1999) ocupó diversos cargos en la administración autonómica.
En 1999, Coalición Canaria la eligió para postular a la alcaldía de San Cristóbal de La Laguna. Aunque su partido no fue el más votado, un pacto con el Partido Popular le otorgó el bastón de mando. Desde entonces logró revalidar la alcaldía en 2003 con mayoría simple y en 2007 con mayoría absoluta, aunque renunció al cargo en 2008 por motivos familiares.
En junio de 2007 fue elegida diputada nacional en el Congreso de los Diputados por Santa Cruz de Tenerife, y desde 2008 fue la portavoz de Coalición Canaria en la Cámara Baja, en sustitución de Paulino Rivero. Además ha sido portavoz del grupo mixto en diversas comisiones permanentes.
En 2023, anunció su candidatura al Parlamento de Canarias por Tenerife, resultando electa el 28 de mayo de ese mismo año.
En la actualidad, desempeña la función de vicepresidenta primera del parlamento de Canarias.